# SDSS J090745.0+024507
SDSS J090745.0+024507 è una stella di alone posta a circa 200.000 anni luce in direzione della costellazione dell'Idra. Fu la prima ad essere classificata come iperveloce, ovvero per la quale si accertò una velocità superiore alla velocità di fuga necessaria per abbandonare la Via Lattea.
Per questo motivo uno degli scopritori, Warren Brown, le ha attribuito il nomignolo The Outcast Star, ovvero La stella mandata in esilio.

## Caratteristiche
L'attuale velocità di SDSS J090745.0+024507 è di oltre 700 km/s, ovvero più del doppio della velocità di fuga (300 km/s) stimata per la zona della galassia in cui si trova.
L'elevata metallicità, tratto comune delle stelle più vicine al centro galattico, e il fatto che l'attuale traiettoria sia radiale rispetto al centro fanno ritenere
che la stella abbia subito un processo di accelerazione ipotizzato negli anni ottanta del XX secolo da Jack G. Hills secondo cui una stella binaria, durante un passaggio ravvicinato al buco nero supermassiccio al centro della Via Lattea, potrebbe perdere una componente, catturata dal buco nero, e vedere l'altra componente accelerata a velocità oltre i 1000 km/s.